# Daniyar İsmayilov
Daniyar İsmayilov (Türkmenabat, 3 febbraio 1992) è un sollevatore turkmeno naturalizzato turco, vincitore della medaglia d'argento olimpica a Rio de Janeiro 2016 nella categoria fino a 69 kg.
Nel 2012 ha partecipato ai Giochi olimpici di Londra rappresentando il Turkmenistan, mentre nel 2016 ha partecipato a quelli di Rio de Janeiro 2016 rappresentando la Turchia.

## Palmarès
- Giochi olimpici

Rio de Janeiro 2016: argento nei 69 kg maschili.
- Mondiali

Houston 2015: bronzo nei 69 kg maschili.
- Campionati europei

Tbilisi 2015: oro nei 69 kg maschili;
Førde 2016: oro nei 69 kg maschili.
- Giochi del Mediterraneo

Tarragona 2018: oro nello strappo e nello slancio nei 69 kg maschili.